# Замок Ельмау
За́мок Ельма́у (нім. Schloss Elmau) — псевдозамок, у теперішній час п'ятизірковий готель, розташований на висоті 1 500 м на плато альпійського гірського хребта Веттерштайн в Krün, між Гарміш-Партенкірхеном і Міттенвальдом.
До замку веде автодорога від невеликого населеного пункту Клаїс, а також пішоходна стежка через ущелину Партнахкламм, вхід до якого знаходиться біля Зимового олімпійського стадіону. Поруч розташований готель Кранцбах, збудований у стилі англійського замку.

## Історичний огляд

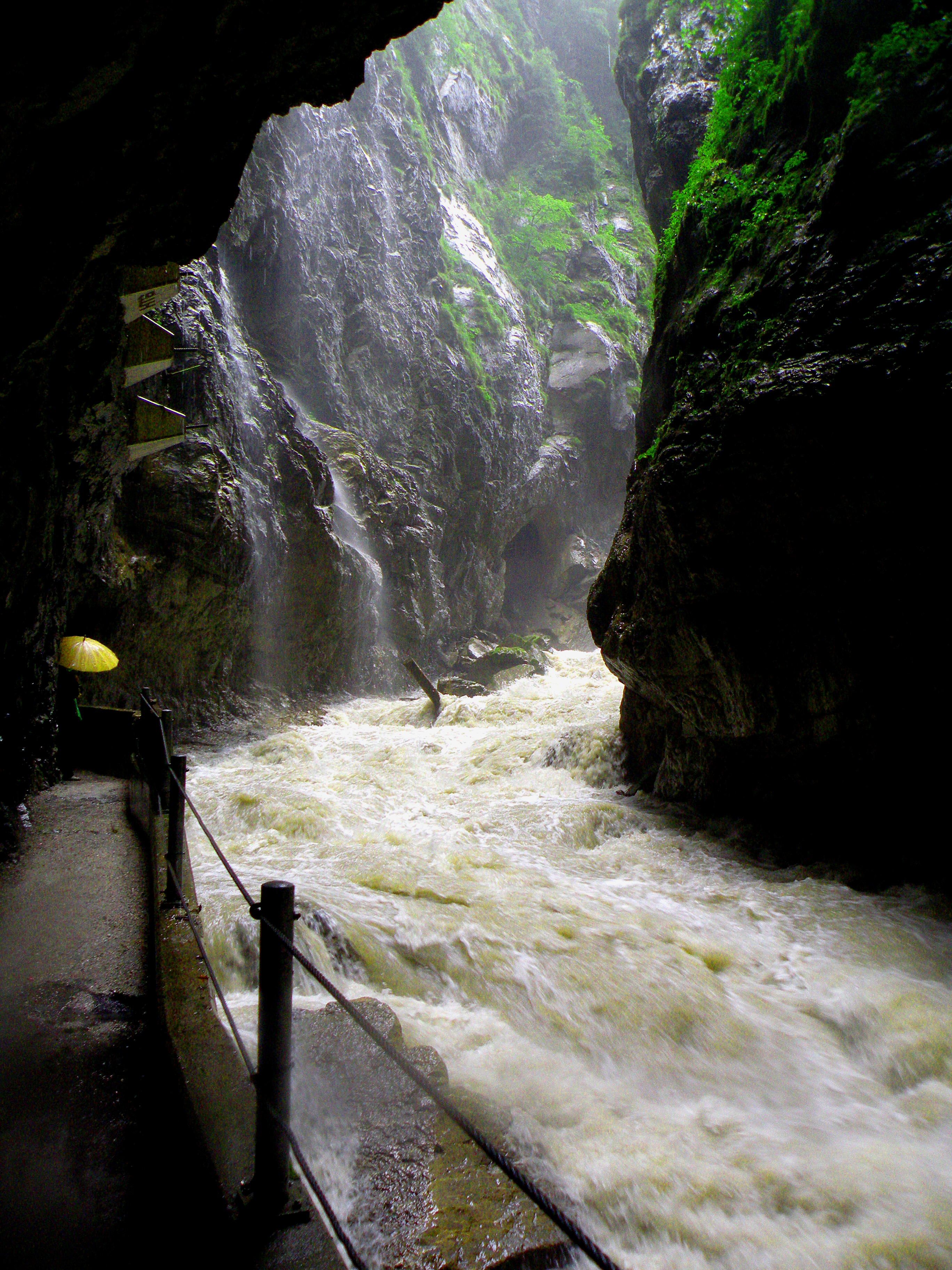
Пішохідна стежка через ущелину Партнахкламм, що веде до замку

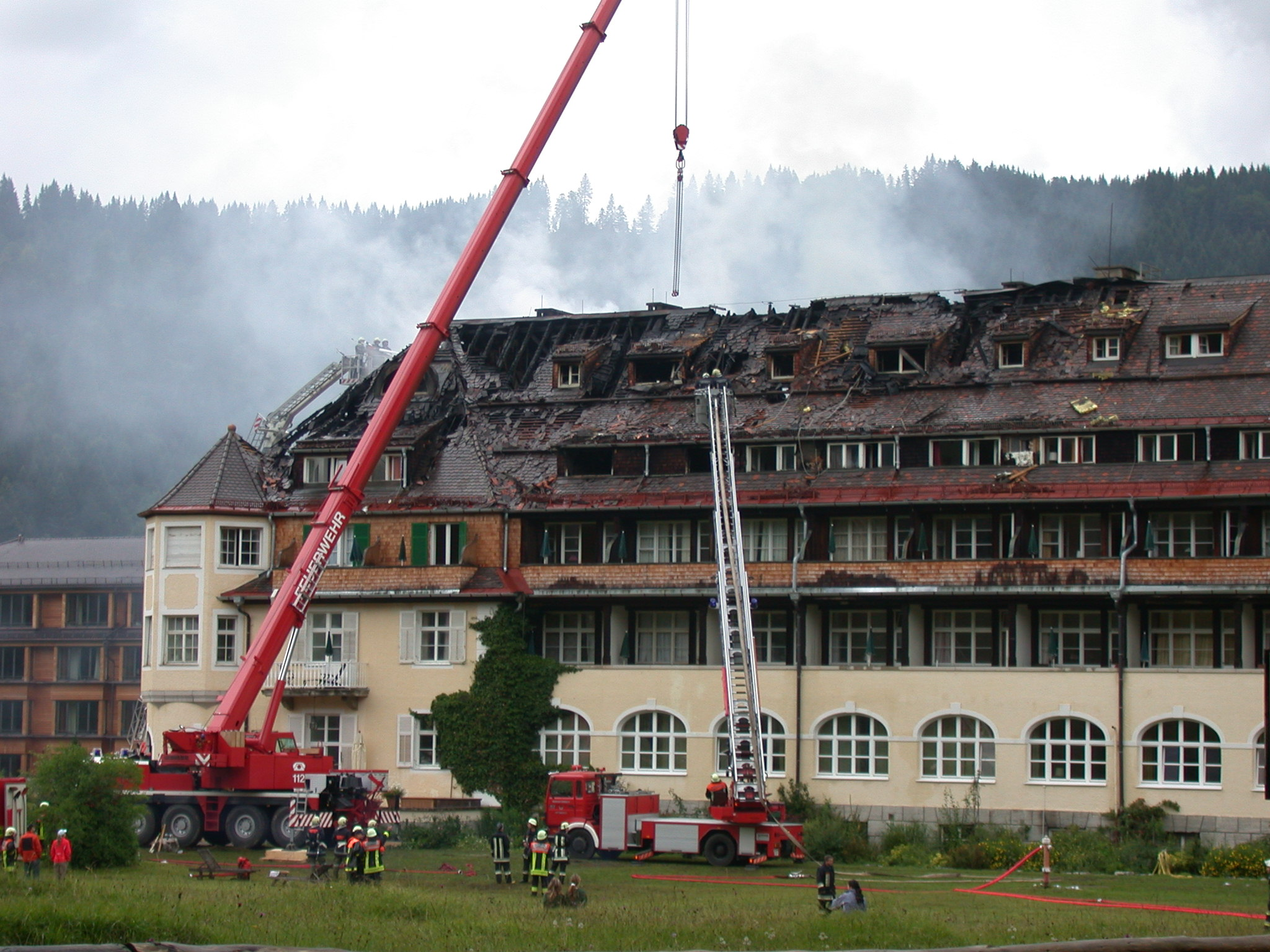
Замок після пожежі

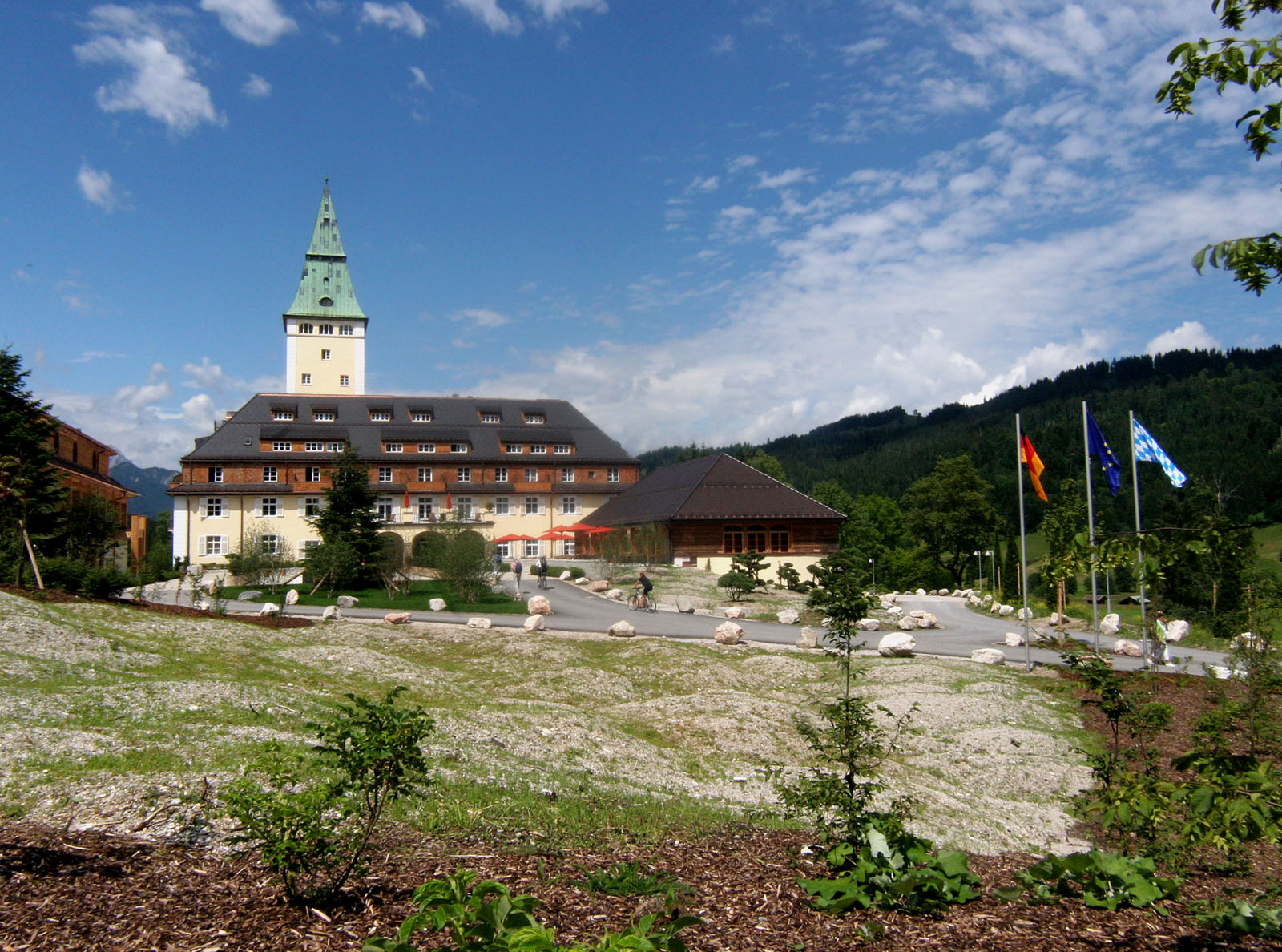
Замок Ельмау, 2007 рік

Тривалий час на місці майбутнього готелю знаходилась ферма і лісопилка. Згодом, коли справа
перестала приносити прибуток, власник продав двір двом шанувальницям баварського короля Людвіґа II, який зупинявся тут на своєму шляху до королівського замку на Шахені. Після смерті короля власниці втратили інтерес до маєтку.
Згодом ділянку придбав теолог, професор Йоганн Мюллер, який у 1914–1916 роках за допомогою графині Ельзи Вальдерзеє і свого швагера, архітектора Карла Заттлера звів тут замок.
Послідовники вважали Мюллера представником нового німецького ідеалізму, позбавленого рис націоналістичної ідеології, а його замок — своєрідним «моральним санаторієм».
У квітні 1933 року Мюллер опублікував статтю «Національна революція». Він розглядав Адольфа Гітлера, як Богом посланого національного вождя, який втілює у життя загальнонаціональну ідею щодо пріоритету «громадського» над «особистим» і який зуміє принести мир і процвітання населенню всієї Європи. Водночас професор різко критикував нацистську партію за її антисемітську ідеологію. Він наголошував про особливу місію німецьких євреїв, як обраної Богом нації. У замку Ельман було заборонено нацистське вітання.
У 1942 році для запобігання конфіскації замку Гіммлером Мюллер домовився з генералом Фрідріхом Фроммом про використання замку для відпочинку військовослужбовців вермахту. У 1944 році замок був перетворений у військовий шпиталь.
У 1945 році американці пристосували приміщення для ув'язнення нацистів, згодом тут розмістили зимову військову школу.
4 січня 1949 році у своєму замку помер Йоганн Мюллер.

## Сучасне використання
1997 року під керівництвом Дітера Мюллера-Ельмау замок Ельмау був перебудований на фешенебельний готель. Окрім того, він став інтелектуальним центром і місцем проведення камерних і джазових фестивалів, у тому числі Європейського джазового фестивалю, понад 100 сольних концертів на рік, міжнародних наукових симпозіумів, політичних дискусій та інших заходів.
У серпні 2005 році будівля сильно постраждала від пожежі. З 2007 року відновлений замок знову став функціонувати як п'ятизірковий готель.